# Тымлат
Тымлат (Эвроваям) — река на северо-востоке полуострова Камчатка.
Длина реки — 84 км. Площадь водосборного бассейна — 1670 км². Протекает по территории Карагинского района Камчатского края. Впадает в бухту Тымлат, Карагинский залив. На берегу реки находится посёлок Тымлат.
Название в переводе с корякского — «прижатая».

## Притоки
Объекты перечислены по порядку от устья к истоку.
- 5 км: Сиганэктап
- 10 км: Вингуваям
- 21 км: Линвиренваям
- 22 км: Уваям
- 40 км: Толятоваям
- 51 км: Ваняваям
- 64 км: Авлбалываям

## Данные водного реестра
По данным государственного водного реестра России относится к Анадыро-Колымскому бассейновому округу.
Код объекта в государственном водном реестре — 19060000312120000008755.